# 常陳一
常陳一（α CVn / 獵犬座α）英文傳統名為Cor Caroli，是獵犬座最明亮的恆星，也是聯星，但國際天文學聯合會現在認定這個名字只適用於其中較亮的那一顆。不過，以裸眼觀測，常陳一還是北天獵犬座中最亮的光點，與牧夫座的大角星、室女座的角宿一、獅子座的五帝座一構成春天大鑽石。

## 名稱
常陳一，拜耳名稱是α CVn / 獵犬座α（拉丁文是Alpha Canum Venaticorum）。兩顆中較亮的是α2 ，較暗的反而是α1。
在西方世界，直到17世紀才將這顆恆星命名為Cor Caroli，意思是查理的心臟，但不確定是為了尊榮1649年結束第二次英國內戰的查理一世，還是在1660年恢復英國君主制王位的查理二世。個名字被認為是精神科醫師查爾斯·嘉士堡爵士在1660年提出的，因為他宣稱在查理二世返回英國的那一晚，這顆星顯得特別明亮。R.H.艾倫在恆星的名字這本書中宣稱嘉士堡將這個名字建議給愛德蒙·哈雷，有意來尊榮查理二世。然而，小羅伯特·伯納姆注意到" 約翰·波德於1801年在柏林出版的一篇論文中提到名字歸屬於哈雷，但似乎沒有其它的驗證"。在星的故事一書中，Ian Ridpath指出這個名字的第一次出現是法蘭西斯拉姆在1673年出版一份星圖上，他的標示是Cor Caroli Regis Martyris，意思是烈士國王查理的心臟，清楚的表明它是在尊榮查理一世。
在2016年，國際天文學聯合會組織的IAU恆星名稱工作組（WGSN）將恆星的正確名稱標準化和建立目錄，並在2016年7月發布第一個公報，包括WSGN核准的前兩批名稱的表格；其中認定Cor Caroli是獵犬座α2。
在中文，常陳的意思是皇宮的外牆 ，屬於這個星官的包括獵犬座α、獵犬座10、獵犬座β、獵犬座6、獵犬座2、大熊座67。因此，常陳一（獵犬座α）是常陳的第一顆星（Cháng Chén yī，英語：.）。從中國的名字「常陳」得到了英文的Chang Chen 。

## 恆星性質

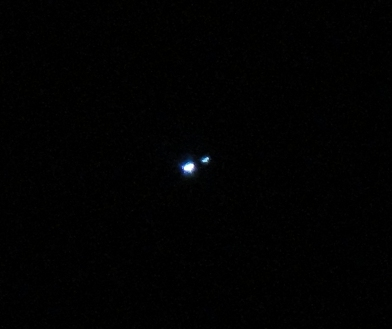
2011年3月1日在英格蘭北部看到的常陳一。

常陳一是一顆聯星，整體的視星等為2.81，兩星在天球上相距19.6角秒，小望遠鏡就可以很容易分辨出來。這個系統距離太陽約110光年。
它標示者北天的星群：大鑽石或室女座鑽石的一個頂點。

### 獵犬座α2
獵犬座α2的恆星光譜類型為A0，並且視星等明顯的在2.84和2,98 之間以5.47天的周期變化。它是一顆特殊恆星，有強大的磁場，大約是地球的5,000倍，被歸類為Ap和Bp星。它的大氣富含一些元素，像是矽、汞、和銪。 這些被認為是由於恆星的引力作用使一些元素下沉，而一些倍輻射壓抬升。這顆恆星在變星類型上是猎犬座α2型變星的原型。這類恆星的強磁場被認為是由巨大的星斑造成的，而由於這些星斑的亮度，造成獵犬座α2自轉期間的光度變化。

### 獵犬座α1
獵犬座α1，是F型主序星，它是比較暗的伴星，視星等大約是5.60等。

## 同名物件
美國海軍的Crater級貨船 Cor Caroli以這顆恆星的名字命名。

## 外部連結
- （英文） Winshop.com
- （英文） Redshift 3, données[永久]
- （英文） Bright Star Catalogue （页面存档备份，存于）